# 瑪麗·哈斯
玛丽·罗莎蒙德·哈斯 （1910年1月23日-1996年5月17日）是一位美国语言学家，主要研究美國原住民语言、泰语和歷史語言學。她曾任美国语言学会会长，並當選美国文理科学院院士和美国国家科学院院士。